# Dyschirus dejeani
Dyschirus dejeani är en skalbaggsart som beskrevs av Jules Putzeys. Dyschirus dejeani ingår i släktet Dyschirus och familjen jordlöpare. Inga underarter finns listade i Catalogue of Life.